# Keil (Familienname)
Keil ist ein deutscher Familienname.

## Namensträger

### A
- Albert Keil (1911–1980), deutscher Biologe, Zahnmediziner und Hochschullehrer
- Alexandra Keil (* 1978), deutsche Basketballspielerin
- Alfred Keil (1904–1967), deutscher Politiker (SPD), Mitglied des Abgeordnetenhauses von Berlin
- Alfredo Keil (1850–1907), portugiesischer Komponist, Maler und Archäologe
- André Keil (* 1967), deutscher Sportjournalist, Sportkommentator, Buchautor und Moderator
- Anika Keil, deutsche Journalistin und Fernsehmoderatorin
- Annelie Keil (* 1939), deutsche Soziologin und Gesundheitswissenschaftlerin
- Anton Keil (Jurist), geboren als Anton Keul, nach der Einbürgerung in Frankreich Antoine Keil (1768 – nach 1832), Jurist, Autor, Verleger, Übersetzer, Staatsprokurator in französischen Diensten
- Anton Keil (Dompropst) (1854–1926), Dompropst in Salzburg und Abgeordneter zum Österreichischen Abgeordnetenhaus
- Arno Keil (1900–1974), deutscher Schauspieler und Regisseur
- August Keil (1812–1872), deutscher Rittergutbesitzer und Politiker

### B
- Bernhard Keil (* 1992), deutscher Eishockeyspieler
- Bernhard Keil (1624–1687), dänischer Maler
- Birgit Keil (* 1944), deutsche Tänzerin und langjährige Primaballerina des Stuttgarter Balletts
- Bruno Keil (1859–1916), deutscher klassischer Philologe

### C
- Carl Keil (1838–1889), deutscher Bildhauer und Architekt, siehe Karl Keil (Bildhauer)
- Carl Friedrich Keil (Johann Friedrich Karl Keil; 1807–1888), deutscher evangelischer Theologe
- Christoph Keil (1805–1872), hessischer Abgeordneter

### D
- Daniel Keil (* 1977), deutscher American-Football-Trainer und -Spieler
- David J. Keil (* 1946), US-amerikanischer Botaniker
- Dietmar Keil (* 1937), deutscher Biologe und Naturfilmer

### E
- Eduard Keil von Bündten (1854–1926), österreichischer Brauindustrieller
- Elisabeth Liefmann-Keil (1908–1975), deutsche Volkswirtin
- Ernst Keil (1816–1878), deutscher Buchhändler und Begründer der Familienzeitschrift Die Gartenlaube
- Ernst-Edmund Keil (* 1928), deutscher Schriftsteller
- Erwin Keil (* 1980), österreichischer Fußballspieler
- Evelin Schönhut-Keil (* 1960), deutsche Politikerin (Die Grünen), MdL

### F
- Francisco Keil do Amaral (1910–1975), portugiesischer Architekt und Fotograf
- Franz Keil (Kartograf) (1822–1876), österreichischer Geoplastiker, Kartograf und Alpinist
- Franz Keil (Politiker) (1830–1909), österreichischer Jurist und Politiker, Salzburger Landtagsabgeordneter
- Franz von Keil (1862–1945), österreichischer Admiral
- Franz Keil (Diplomat) (1929–2018), deutscher Diplomat
- Friedrich Keil (Maler) (1813–1875), deutscher Maler
- Friedrich Keil (Politiker) (1857–1944), deutscher Rechtsanwalt und Notar, Mitglied des preußischen Abgeordnetenhauses
- Friedrich Keil (Komponist) (1957), österreichischer Komponist

- Fritz Keil (Chemiker) (1900–1989), deutscher Chemiker, Hauptgeschäftsführer des Vereins Deutscher Zementwerke und Hochschullehrer
- Fritz Keil (Komponist) (* 1957), österreichischer Komponist

### G
- Geert Keil (* 1963), deutscher Philosoph
- Georg Keil (1905–1990), deutscher Volkswirt und Raumplaner
- Gerhard Keil (Maler) (1912–1992), deutscher Maler und Grafiker
- Gerhard Keil (Verleger) (1922–1997), deutscher Verleger
- Gerhard Keil (Chemiker) (1926–1998), deutscher Chemiker und Wissenschaftsorganisator
- Gerhard Keil (Politiker, 1945) (1945–2018), deutscher Politiker (CDU), MdL Hessen
- Gerhard Keil (Politiker, II), deutscher Politiker (SPD), Bezirksbürgermeister von Berlin-Mitte
- Gundolf Keil (* 1934), deutscher Germanist und Medizinhistoriker
- Günter Keil (1916–1986), deutscher Conférencier
- Günter Keil (* um 1935), deutscher Autor, Dr. Günter Keil war Regierungsdirektor im Bundesministerium für Forschung und Technologie
- Günter Keil (* um 1970), deutscher Journalist und Moderator
- Günther Keil (1909–1937), deutscher Widerstandskämpfer
- Günther Keil (1926–2001), deutscher Theologe und Philosoph, Dozent an der Theologischen Fakultät Marburg
- Günther Keil (1953–2020), deutscher Virologe, Direktor und Professor sowie stellvertretender Leiter des Instituts für molekulare Virologie und Zellbiologie am Riemser Institut
- Gustav Gottfried Keil (1836–1894), deutscher Landrat

### H
- Hans Keil (auch Hans Joachim Keil; 1944–2018), samoanischer Politiker
- Hartmut Keil (Autor) (* 1951), deutscher Winzer und Autor
- Hartmut Keil (Amerikanist) (* 1942), Professor emeritus an der Universität Leipzig
- Hartmut Keil (Dirigent) (* 1978), deutscher Dirigent
- Heidi Keil (1951–2024), deutsche Volleyballspielerin und -trainerin
- Heinrich Keil (1822–1894), klassischer Philologe
- Heinrich von Keil (1829–1911), österreichischer Feldmarschall-Leutnant
- Heinz Keil (* 1932–unbekannt), deutscher Radrennfahrer
- Herman Keil (1889–1964), deutscher Architekt, Grafiker, Holzschneider und Maler
- Hermann Keil (1891–1943), deutscher Geschäftsmann und NS-Opfer (ermordet in Auschwitz)
- Horst Keil (1937–2006), deutscher evangelischer Pfarrer, Journalist und Autor

### I
- Ines Keil-Folville (1885–1980), deutsche Autorennfahrerin
- Inge Keil (1929–2010), deutsche Mathematikerin und Astronomiehistorikerin

### J
- Johann Keil (Verwaltungsjurist) (1879–1960), deutscher Verwaltungsjurist und Landrat
- Johann Keil Hofmaler der Markgrafen von Brandenburg-Kulmbach (1641–1719), Hofmaler der Markgrafen von Brandenburg-Kulmbach
- Johann Georg Keil (1781–1857), deutscher Dichter und Romanist
- Johannes Keil (1809–1874), hessischer Landwirt und Politiker
- Josef Keil (1878–1963), österreichischer Althistoriker, Epigraphiker und Archäologe
- Joseph Anton Keil (1780–1819), fränkischer Diakon, Mönch, Jurist und Dichter
- Judith Keil (* 1973), deutsche Regisseurin und Drehbuchautorin

### K
- Karl Keil (Bildhauer) (1838–1889), deutscher Bildhauer und Architekt
- Karl Keil (Epigraphiker) (1812–1865), deutscher Epigraphiker
- Karl Keil (Politiker) (1861–1920), deutscher Politiker, Oberbürgermeister von Zwickau, MdL
- Karl-August Keil (1925–2021), deutscher Mathematiker und Pädagoge
- Karl August Gottlieb Keil (1754–1818), deutscher evangelischer Theologe
- Karl-Heinz Keil (* 1926), deutscher Fußballspieler
- Katharina Keil (* 1993), österreichische Skispringerin
- Klaus Keil (1934–2022), deutsch-US-amerikanischer Mineraloge
- Klaus Keil (Filmwirtschaftler) (* 1943), deutscher Filmwirtschaftler

### L
- Lars-Broder Keil (* 1963), deutscher Journalist und Buchautor
- Leonhard Keil (1858–1929), deutscher römisch-katholischer Geistlicher und Domkapitular im Bistum Trier
- Ludwig Keil (1896–1952), hessischer Landespolitiker (KPD)
- Luise Neupert-Keil (1926–2009), deutsche Werbegrafikerin und Scherenschnitt-Künstlerin
- Lydia Keil (1907–1985), deutsche Politikerin (SPD), Mitglied des Abgeordnetenhauses von Berlin

### M
- Magnus von Keil (* 1980), deutscher Moderator, Journalist, Autor und DJ
- Margaret Rose Keil (* 1943), deutsche Schauspielerin
- Maria Keil (1914–2012), portugiesische Malerin
- Mark Keil (* 1967), US-amerikanischer Tennisspieler
- Martha Keil (* 1958), österreichische Historikerin und Judaistin
- Max Keil (1890–1942), deutscher Schuhfabrikant und NS-Opfer (nach Deportation in Riga ermordet)
- Melanie Keil (* 1994), deutsche Volleyballspielerin
- Myriam Keil (* 1978), deutsche Schriftstellerin

### N
- Nadine Keil (* 1983), deutsche Drehbuchautorin und Regisseurin
- Norbert Keil (* 1972), deutscher Filmregisseur, Drehbuchautor und Filmproduzent
- Norman Keil (* 1980), deutscher Sänger, Songschreiber und Musikproduzent

### O
- Othmar Keil-Eichenthurn (1888–1932), österreichischer Eisenhüttenmann und Hochschullehrer
- Otto Keil (1905–1984), deutscher Bildender Künstler, Kunstpädagoge
- Ottokar Keil (1863–1944), deutscher Landwirt und Politiker (BdL, DSP, DNVP, ThLB, NSDAP)

### P
- Paul G. Keil (* vor 1979), Anthropologe
- Peter Robert Keil (* 1942), deutscher Maler und Bildhauer
- Philip Keil (* 1981), deutscher Keynote Speaker, Autor, Luftfahrtexperte und Verkehrspilot
- Philipp Keil (1790–1874), Kommandeur der Darmstädter Bürgergarde; Ehrenbürger Darmstadts

### R
- Regina Keil-Sagawe (* 1957), deutsche Literaturübersetzerin, Kulturjournalistin, Dozentin und Moderatorin
- Reinhard Keil (Informatiker) (* 1953), deutscher Informatiker und Hochschullehrer
- Reinhard Keil (Autor), deutscher Versicherungsfachwirt und Fachautor
- Richard Otto Keil (1905–1941), deutscher Kriegsdienstverweigerer und Opfer des Nationalsozialismus
- Robert Keil (Jurist) (1826–1894), deutscher Jurist und Schriftsteller
- Robert Keil (Künstler) (1905–1989), österreichischer Maler, Bildhauer und Graphiker
- Roger Keil (* 1957), deutsch-kanadischer Politologe und Stadtforscher
- Rolf Keil (* 1955), deutscher Politiker (CDU)
- Rolf-Dietrich Keil (1923–2018), deutscher Slawist, Übersetzer und Autor
- Rudi Keil (1928–2018), deutscher Radsportler
- Rudolf Keil (1904–1997), deutscher Arzt, Hygieniker, Bakteriologe und Hochschullehrer

### S
- Siegfried Keil (1934–2018), deutscher evangelischer Theologe und Sozialethiker
- Stefan Friedrich Keil (1958–2021), deutscher Diplomat
- Susanne Keil (* 1978), deutsche Hammerwerferin

### T
- Tatjana Maier-Keil (* 1988), deutsche Politikerin (CDU), MdL
- Thomas Keil (Entomologe) (* 1956), deutscher Entomologe
- Thomas Keil (Wirtschaftswissenschaftler) (* 1970), deutscher Wirtschaftswissenschaftler und Hochschullehrer

### U
- Ulrich Keil (* 1943), deutscher Epidemiologe
- Ute Keil (* 1946), deutsche Kinderbuchautorin

### W
- Walter Keil (1905–1982), deutscher Bauingenieur und Verwaltungsbeamter
- Werner Keil (Chemiker), deutscher Chemiker und Pharmakologe
- Werner Keil (Ornithologe) (1925–2001), deutscher Vogelkundler
- Werner Keil (Musikwissenschaftler) (* 1952), deutscher Musikwissenschaftler
- Werner Keil (Pädagoge) (* 1952), deutscher Pädagoge
- Wieland Schulz-Keil (* 1945), deutscher Filmproduzent
- Wilhelm Keil (1870–1968), deutscher Redakteur und Politiker (Sozialistische Arbeiterpartei Deutschlands, SPD), MdL
- Wilhelm Keil (Feinmechaniker) (1891–1976), deutscher Uhrentechniker und Hochschullehrer
- William Keil (Wilhelm Keil; 1812–1877), deutschamerikanischer Prediger, Gründer einer religiösen Gemeinschaft
- Willie Keil (1836–1855), US-Amerikaner, der postum von einer Gruppe Siedler bei ihrem Zug nach Westen mitgeführt wurde
- Wolfgang Keil (* um 1950), deutscher Rechtsmediziner
- Wolfgang W. Keil (* 1937), österreichischer Psychotherapeut
- Wolfram Keil (* 1971), deutscher Politiker (AfD)